# Aue und Erse
Die Aue (22,6 km) und Erse (25,8 km) sind ein 48,7 km langer, orografisch rechter Nebenfluss der Fuhse in Niedersachsen, Deutschland.

## Die Aue früher
Das ursprüngliche Quellgebiet der Aue lag etwa mittig zwischen Watenstedt und Barum. Das Quellwasser der Aue sammelte sich zunächst in zwei Rinnsalen, sie waren zugleich die Grenze der Gemarkungen von Barum und Leinde bzw. Immendorf und Watenstedt. Die Aue floss in nördliche Richtung, verlief östlich und nördlich von Watenstedt, von dort das Wasser des Dorfgrabens aufnehmend. Im weiteren Verlauf in nördliche Richtung mündete von Westen her der Dorfgraben von Hallendorf und von Osten die aus Drütte heranführende Landwehre in die Aue, wie auch im weiteren Verlauf die Dorfgräben von Bleckenstedt, Beddingen, Sauingen und Üfingen. In dem soeben beschriebenen Gebiet hat in den späten 1930er Jahren der Aufbau großer Industriebetriebe (Reichswerke Hermann Göring) begonnen. Damit verbunden waren viele infrastrukturelle Maßnahmen: Straßen, Schienenwege und Kanalisationen wurden verändert oder neu angelegt und auch der Stichkanal Salzgitter als Verbindung zum Mittellandkanal geschaffen. Die Aue, als natürliches Gewässer, erlitt stärkste Eingriffe. Das Quellgebiet bei 96 m ü. NHN und auch ein viel größeres Gebiet wurde auf 99 bis 101 m ü. NHN aufgefüllt. Auf diesem Gebiet befinden sich die weiträumigen Werksanlagen eines Schienenfahrzeugherstellers. Das dort und beim benachbarten Nutzfahrzeughersteller anfallende Wasser wird der Kanalisation des Hütten- und Stahlwerkes zugeleitet.

## Die Aue heute, ein Fluss ohne Quelle
Das Wasser der Aue wird heute durch Industrieanlagen bestimmt. Das Hütten- und Stahlwerk liefert die größte Menge (10–15 Mio. m³/a) des Auewassers, es wird durch den Beddinger Düker auf die Westseite des Stichkanals Salzgitter geführt, und dort beginnt heute die Aue. Sie fließt an Sauingen vorbei nach Üfingen. Unmittelbar südlich der am Sportplatz (Aue-Stadion) vorbeiführenden Straße kreuzen sich die Flussrichtungen von Aue und Fischaue, dem rechten Nebenfluss der Aue. Das Auewasser wird im Kreuzungsbauwerk in das östlich gelegene kanalisierte Flussbett der Fischaue geleitet. Die Fischaue führt mit dem Steterburger Graben auch Wasser vom Automotorenwerk heran. Durch den Düker des Kreuzungsbauwerkes strömt das Wasser in das Flussbett der Aue. In der kanalisierten Fischaue fließen die großen Mengen Auewasser zum Regenrückhaltebecken unmittelbar südlich der Eisenbahnstrecke Hildesheim-Braunschweig. Der Ablauf des Wassers erfolgt in die Aue. Die Fischaue beginnt hier neu, auch in sie kann eingespeist werden.

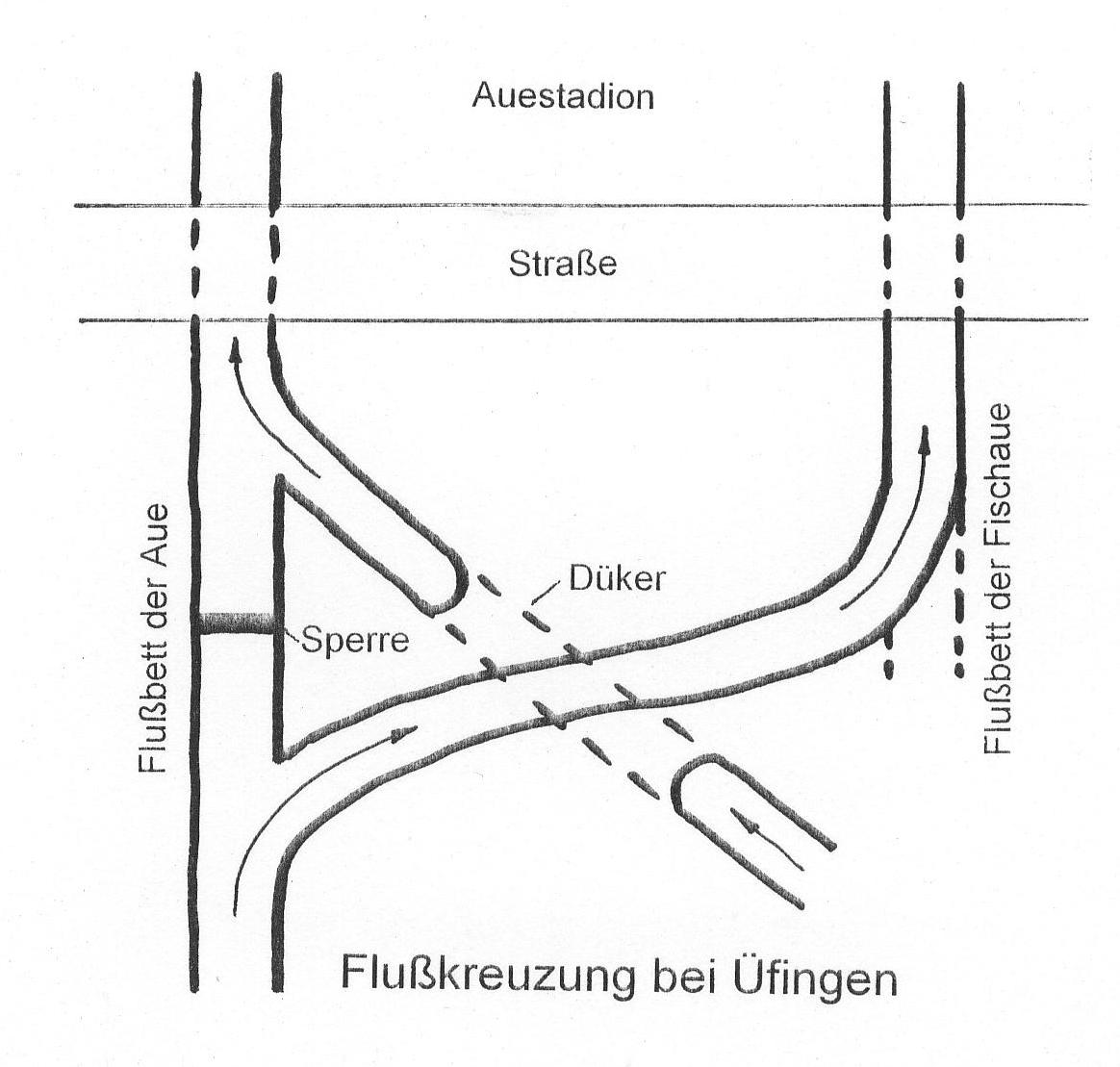
Flusskreuzung bei Üfingen

Der Lauf der Aue führt bei Bleckenstedt, Üfingen, Wierthe, Vechelde, Vechelade und Bortfeld entlang, bis südlich Zweidorf der Mittellandkanal erreicht wird. Das Wasser strömt durch den Düker und weiter zwischen Wendeburg (langjähriger Mittelwert: 22 Mio. m³/a) und Wendezelle hindurch, bis nördlich von Harvesse, wo am Schneegraben die Aue endet und die Erse beginnt.

## Die Erse
Zwischen Harvesse und Wense, an der ehemaligen Grenze zwischen dem Herzogtum Braunschweig und dem Königreich Hannover, wurde aus der Aue die Erse, heutiger Punkt der Namensänderung ist die Einmündung des Schneegrabens. Der weitere Weg führt die Erse an Wipshausen, Rietze, Eickenrode, Eltze und Uetze vorbei. Ab Rietze fließt sie in nordwestlicher Richtung und mündet etwa 5 km nordwestlich von Uetze in die Fuhse.
Auf ihrem 49 km langen Weg vom Beginn bis zur Mündung überwindet der Fluss einen Höhenunterschied von 42 m, was einem mittleren Sohlgefälle 0,86 ‰ entspricht.
Über den Prangenhol, einem etwa 400 m langen Graben, der am Wehr oberhalb der Eltzer Mühle an der Fuhse beginnt und vor Benrode in die Erse mündet, wird ihr schon vorher Fuhsewasser zugeleitet. Diese Verbindung diente zur Wasserregulierung und zum Hochwasserschutz für Uetze.

## Nebenflüsse
Aue
- Lahmanngraben (links)
- Aue (links)
- Ableitung (rechts, GKZ 4848132)
- Steterburgergraben (rechts, GKZ 484814 als Steterburger Graben bezeichnet, Beginn bei Steterburg 52° 11′ 42″ N, 10° 27′ 25″ O), bei Wierthe
- Denstorfer Bach (rechts, GKZ 484818), zwischen Vechelde und Denstorf
- Dummbruchgraben (links, GKZ 48482) bei Vechelde auf 78 m ü. NN. (52° 15′ 27,2″ N, 10° 22′ 50,3″ O)
- Vecheladergraben (rechts, GKZ 484832), bei Vechelade
- Wahlerbach (links, GKZ 484834), nordöstlich von Wahle
- Aue-Oker-Kanal (alt), Abzweig nach rechts (GKZ 4848522) bis zum Bau des Mittellandkanals, Einlaufbauwerk zum Kanal
- Schneegraben (südl. Mittellandkanal) (links, GKZ 48484), südlich des Mittellandkanals
- Aue-Oker-Kanal, Abzweig nördl. Mittellandkanal nach rechts (fließt lt. GKZ in die Oker und nicht in die Aue. Daher kein Nebenfluss der Aue.)
- Riede bzw. Zweidorferbach (links, GKZ 484854) bei Wendeburg
- Krumme Riede (rechts, GKZ 484858) nördlich der Autobahn A2

Erse
(ohne nur als Graben betitelte Gewässer)
- Schneegraben (links, GKZ 48486) vor Wense auf 66 m ü. NN. Der Schneegraben – ursprünglich das natürliche Gewässer „Rüper Bach“ – erhielt seinen Namen nach der Anlegung eines eigentlichen Flussbettes. Der Schneegraben (von mhd. „snede“ = Schneide, Grenze) war Grenzgraben zwischen dem Herzogtum Braunschweig und dem Königreich Hannover.
- Wipshausener Bach (links, GKZ 484876), in Wipshausen
- Köhligbach (links, GKZ 484878), Wipshausen
- Alvesserbach (links, GKZ 48488), bei Rietze
- Eickenrodergraben (links, GKZ 484892), bei Eickenrode
- Ohoferbach (rechts, GKZ 484894), oberhalb von Eltze
- Prangenhol (links, GKZ 4848972), Überleitungsgewässer aus der Fuhse, Benrode/Eltzer Mühle

## Geschichte

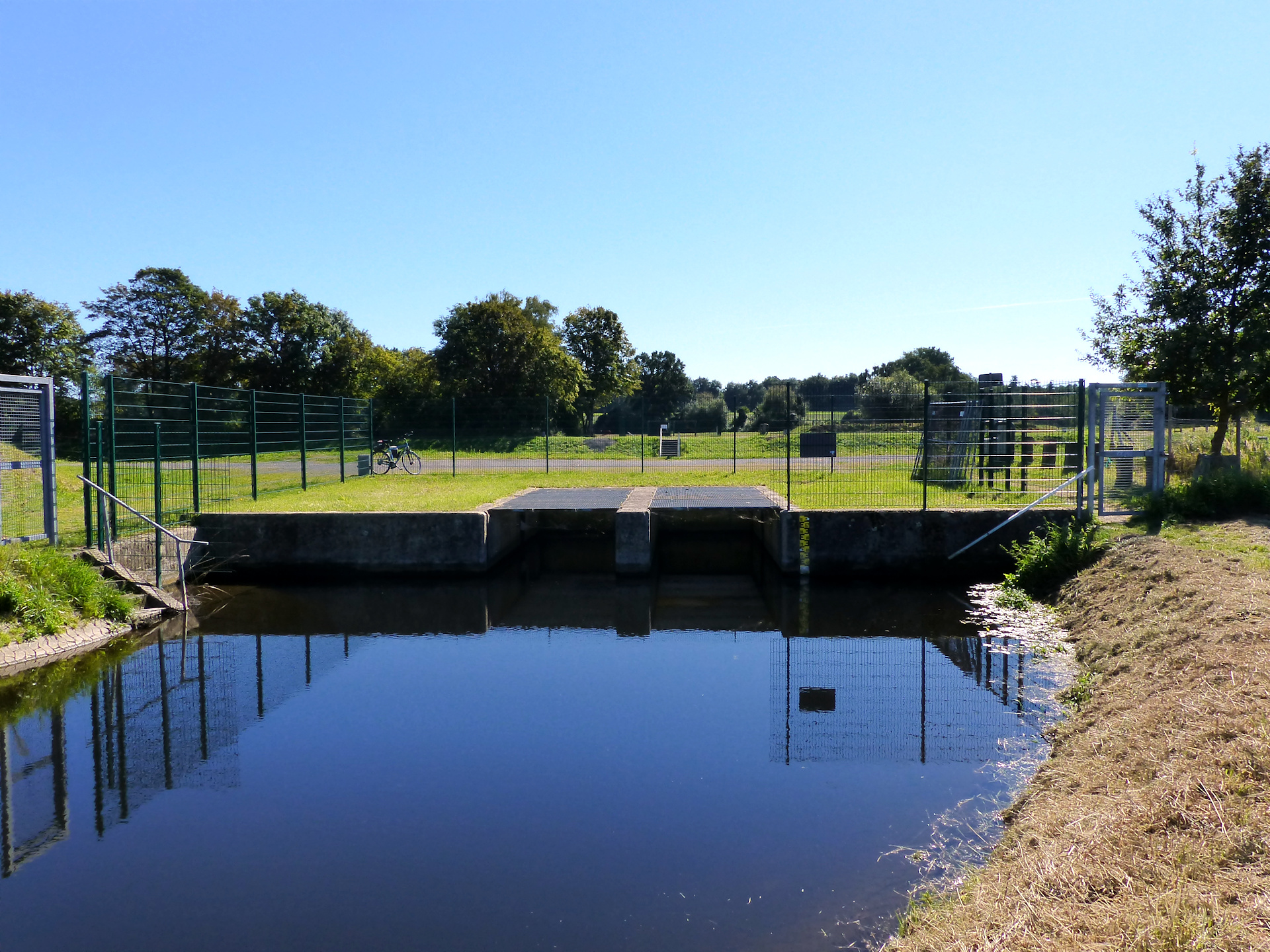
Der Austritt des Aue-Dükers im Mittellandkanal auf der Nordseite 2023

Die Erse wird 1335 zum ersten Mal schriftlich genannt (in fluvio Ersene). Bei dem Namen handelt es sich um eine n-Ableitung des germanischen Wortes *arsa- für 'Hinterteil'. Das Wort bedeutete wohl metaphorisch auch 'Erhebung, Kuppe, Anhöhe' und könnte sich auf die Herkunft des Flusses aus dem Harzvorland beziehen.
Das Nacheinander von Aue und Erse hat auch zu früherer Zeit zu Irritationen geführt. Die von Friedrich Wilhelm Ohsen, Hannover, im Jahre 1774 für Postzwecke gefertigte Landkarte zeigt als Eigentümlichkeit: Die Aue versickert im Niederungsgebiet südlich Wendezelle und die Erse entspringt mehrere Kilometer östlich davon.
Etwa 1750 wurde die Aue und Erse zum ersten Mal reguliert, es wurde ein eigentliches Flussbett angelegt. Dadurch wurden nunmehr Brücken erforderlich, vorher genügten die Furten den Ansprüchen. Um 1850, während der Separation, wurde bei Wendezelle der Aue-Oker-Kanal als Verbindung zur Oker angelegt, um die Ortslagen Wendezelle und Wendeburg vor Überschwemmungen zu schützen. Die Niederungsgebiete (Wiesen und Weiden) der Aue wurden durch den Mittellandkanal (Bauzeit 1928 bis 1932) weitgehend trockengelegt und in Ackerflächen umgewandelt.
Zwischen Rüningen und Sonnenberg wurde ab 1757 der Fuhsekanal als Fortsetzung eines bereits bestehenden Landwehrgrabens gestochen. Der Kanal reichte zwar nur bis zur Aue, trägt jedoch bis heute diesen Namen und beginnt am westlichen Ende auch nicht mehr an der Aue, sondern am Stichkanal Salzgitter.

## Umwelt
Seit 2007 ist die Erse von Eickenrode bis zur Mündung in die Fuhse ein Fauna-Flora-Habitat. Am Fluss sind seltene Arten wie die Grüne Flussjungfer zu beobachten, nach der Roten Liste gefährdeter Arten stark gefährdet. Die Auenbereiche von Aue und Erse sind überwiegend als Landschaftsschutzgebiete ausgewiesen.

## Gewässerqualität
Die Gewässerqualität wird vom NLWKN überwacht, das die beiden Wasserkörper Aue (Nr. 16053) und Fuhse (Nr. 16035) unterscheidet.
Die Strukturgüte des Oberlaufs wird als „merklich beeinträchtigt“, die des weiteren Verlaufs als „deutlich beeinträchtigt“ bewertet. Die chemische Belastung des gesamten Gewässers wird mit „gut“ benotet, allerdings weisen einige Parameter wie Phosphat und Salzgehalt eine Überschreitung des Orientierungswertes auf. Der biologische Zustand ist durchgängig „mäßig“ und der ökologische Zustand „schlecht“. Für das gesamte Gewässer gibt es einen Maßnahmenkatalog zur Strukturverbesserung.

## Wasserkraft
An der Aue befanden sich mehrere Wassermühlen, so in Vechelde, in Vechelade und in Wendeburg eine mit zwei Mahlgängen.

## Sehenswürdigkeiten und Bauwerke
- Beddinger Düker bei Kanalkilometer 14,264 des Stichkanals Salzgitter.
- Die Aue begrenzt im Ort Vechelde den historischen Schlossgarten.
- Aue-Düker bei Kanalkilometer 212,013 des Mittellandkanales.

## Nachweise
1. 1 2  Niedersächsische Landesvermessung: Topographische Karte 1:50.000, CD-Version Top50-Viewer Stand 2000
2. 1 2 3  Tabelle_03_Auflistung__Wasserkoerper_041222.PDF. (PDF) NLWKN, 8. Dezember 2006, abgerufen am 18. Juli 2022.
3. ↑  
Flächenverzeichnis zur Hydrographischen Karte Niedersachsen (FV Weser). (PDF) NLWKN, 2010, S. 84–87, abgerufen am 19. August 2013.
4. ↑  
Niedersächsische Umweltkarten. Niedersächsisches Ministerium für Umwelt, Energie und Klimaschutz, abgerufen am 15. August 2023.
5. ↑  Albrecht Greule: Deutsches Gewässernamenbuch. Walter de Gruyter, Berlin / Boston 2014, ISBN 978-3-11-057891-1, S. 133, „Erse“ (Auszug in der Google-Buchsuche).
6. ↑  Rolf Ahlers: Die Aue - ein Fluß ohne Quelle und ohne Mündung. Wendeburger Heimatkunde Heft 13, Wendeburg 1999, 32 S.
7. ↑  Anzeiger für Burgdorf und Lehrte am 10. Oktober 2007, S. 6
8. ↑  NLWKN: Wasserkörperdatenblatt 16053 Aue/Erse, Stand 2012, Internetpräsenz des NLWKN zur EG-Wasserrahmenrichtlinie, abgerufen am 28. Juli 2014.
9. ↑  Wasserkörperdatenblatt 16035 Aue/Erse. (PDF) NLWKN, 2016, abgerufen am 13. Januar 2024.